# Suramericano de Natación de 2004 - 200 m. Libre Masculino
La prueba de 200 m libre masculino del campeonato sudamericano de natación de 2004 se realizó el 25 de marzo de 2004, el primer día de competencias del campeonato. En la final, seis nadadores lograron la marca clasificatoria para los Juegos Olímpicos de Atenas 2004.

## Medallistas
| Evento      | Oro                               | Plata                                                             | Bronce |
| ----------- | --------------------------------- | ----------------------------------------------------------------- | ------ |
| 200 m libre | Rodrigo Castro · Brasil · 1:52.79 | Giancarlo Zolezzi · Chile · Albert Subirats · Venezuela · 1:53.40 |        |

## Resultados
| Posición | Carril | Nadador                | Tiempo      |
| -------- | ------ | ---------------------- | ----------- |
| 1        | 4      | Rodrigo Castro         | 1:52.79 MCO |
| 2        | 7      | Giancarlo Zolezzi      | 1:53.40 MCO |
| 2        | 1      | Albert Subirats        | 1:53.40 MCO |
| 4        | 3      | Maximiliano Schnettler | 1:53.91 MCO |
| 5        | 5      | Martín Kutscher        | 1:54.38 MCO |
| 6        | 8      | Bruno Bonfim           | 1:54.86 MCO |
| 7        | 6      | Fernando Jácome        | 1:55.26     |
| 8        | 2      | Juan Martin Pereyra    | 1:56.24     |

MCO: Marca Clasificatoria a Olímpicos.